# Pe aripile vântului (film)

Pe aripile vântului (Gone With the Wind) este un film american din 1939, regizat de Victor Fleming, cu Vivien Leigh și Clark Gable în rolurile principale. Este unul din cele mai vizionate filme din istorie, deținând recordul de cele mai mari încasări.
Filmul, ecranizare a romanului omonim scris de Margaret Mitchell, prin tehnica cinematografică folosită devine primul film color de asemenea proporții, realizat prin folosirea procedeului Technicolor. Filmările au durat 140 de zile. Premiera a avut loc la 15 decembrie 1939.
New York Herald Tribune scria, la vremea apariției filmului, că este „un spectacol cinematografic monumental”, iar New York Times l-a apreciat ca „cea mai mare înscenare cinematografică văzută până azi și cel mai ambițios film de acțiune din istoria spectaculoasă a Hollywoodului”.
A primit zece premii Oscar, un record deținut timp de douăzeci de ani, Ben-Hur doborându-l în 1960. În lista Insitutului American de Film 100 de ani...100 de filme (1998), Pe aripile vântului a fost clasată pe locul patru, iar în lista omonimă aniversară a coborât două locuri. În iunie 2008, AFI a publicat lista AFI 10 top 10 – o listă a celor mai bune zece filme din zece genuri. Pe aripile vântului a fost clasat al patrulea în categoria „Epopei”.
Ajustând per inflație, suma încasărilor face ca filmul să dețină recordul celor mai mari încasări ale tuturor timpurilor.

## Sinopsis
Scenariul este bazat pe dramatismul unei lumi care piere definitiv din istorie, Lumea Sudului cu "părinții iubitori ai negrilor sclavi" și Lumea Nordului, lumea "liberalilor generoși" care știa că muncitorul salariat poate fi exploatat mai bine decât robul.
În agonia aceastei lumi care piere, există personaje cu firi puternice și lacome totodată, pasionați de a câștiga și stăpâni ca Scarlett O'Hara și Butler, care nu se dau înapoi de la nimic pentru a-și atinge scopurile.
Însă, total opusă acestor egoiști lacomi, dornici de înavuțire prin orice metodă, apare frumusețea morală a Melaniei, ființa plină de bunătate, delicată și de o eleganță morală deosebită, ocrotindu-i pe toți, fără deosebire, dar cel mai mult pe Ashley, soțul ei, pe care-l iubește necondiționat. Ashley, acel om slab de înger, care nu știe ce să facă, care nu-i poate spune "nu" pasionatei Scarlett O'Hara, și pe care firava Melanie se vede nevoită să-l ia sub aripa sa, ocrotind-l.
Și totuși, în această lume nebună care piere, se remarcă Scarlett O'Hara, o femeie diabolică, plină de defecte, uneori grav imorală, datorită caracterului său irlandez, însă totuși cea mai umană.
Ea, Scarlett O'Hara, supraviețuiește, nu se lasă zdrobită de această lume, fiindcă ea a reușit să o iubească pe cea care i-a făcut cel mai mare rău, și anume pe Melanie care i-a luat bărbatul visurilor ei, pe nevolnicul Ashley.

## Actori și personaje

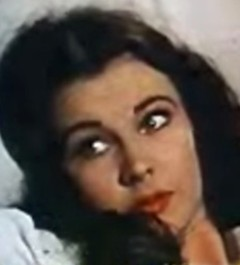
Vivien Leigh - Scarlett O'Hara
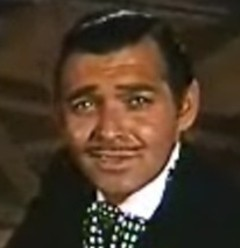
Clark Gable - Rhett Butler
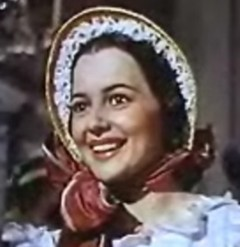
Olivia de Havilland - Melanie Hamilton
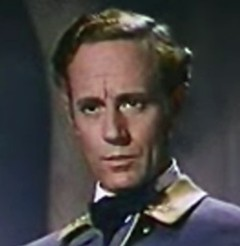
Leslie Howard - Ashley Wilkes
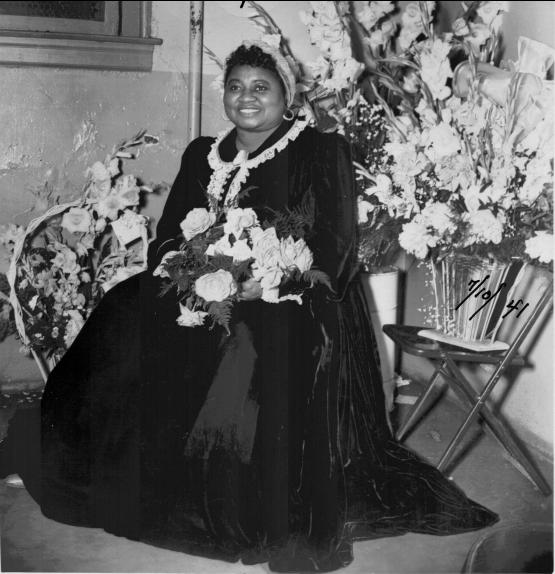
Hattie McDaniel - Mammy
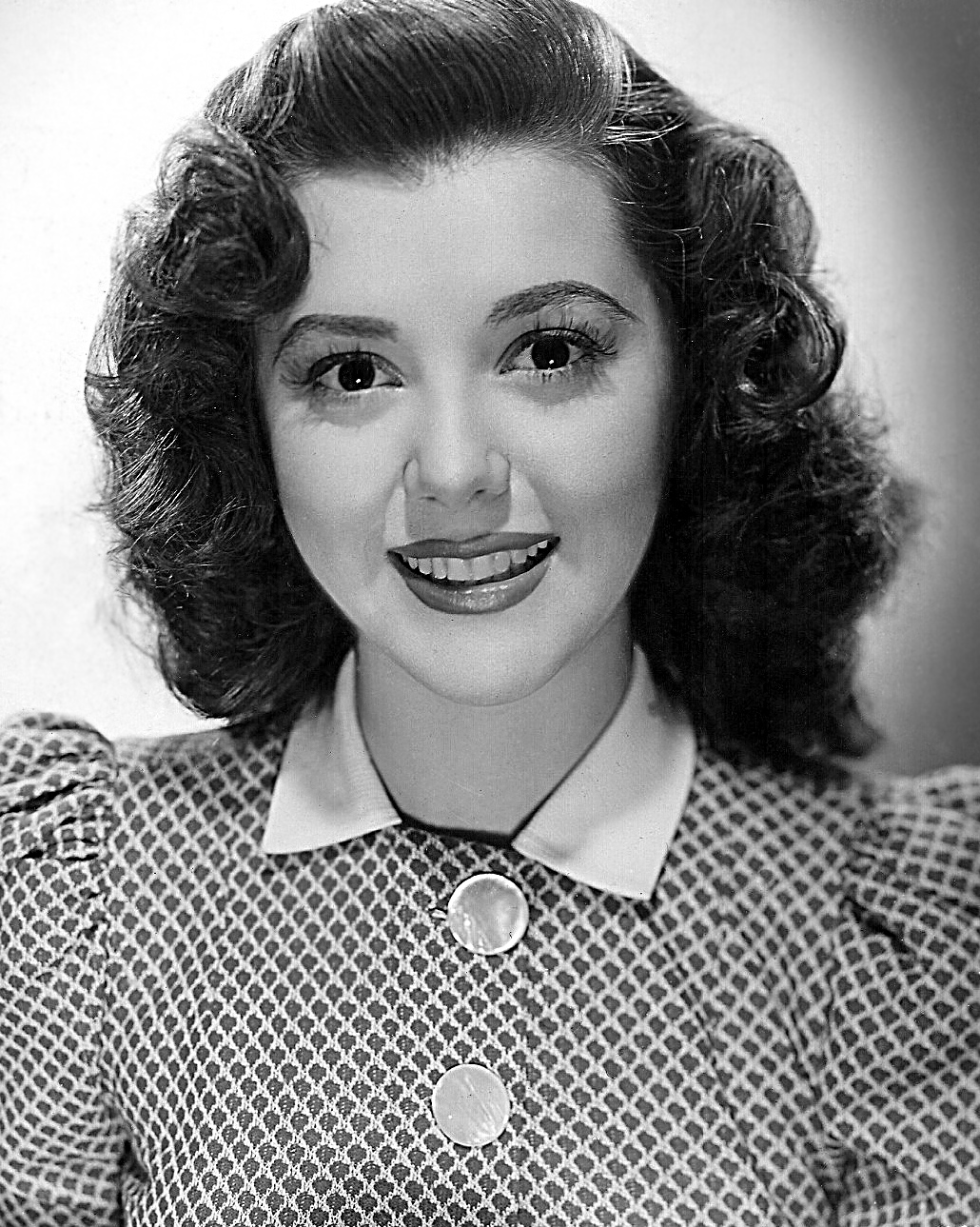
Ann Rutherford - Carreen O'Hara
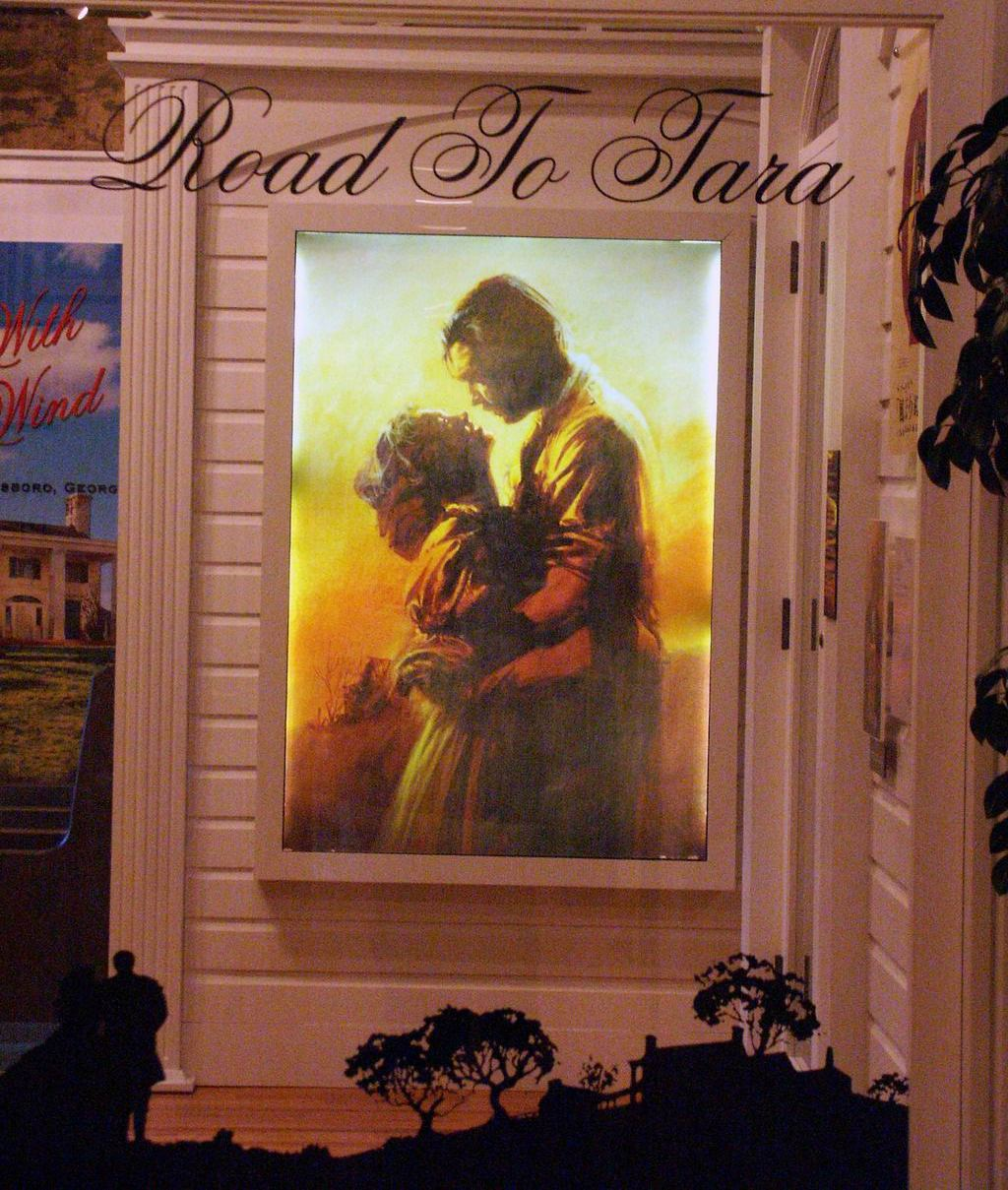
"Drumul spre Tara"

## Premii și nominalizări
Filmul a fost distins cu 8 premii Oscar pentru:
- Cel mai bun regizor - Victor Fleming
- Cea mai bună actriță în rol principal - Vivien Leigh
- Cea mai bună actriță în rol secundar - Hattie McDaniel
- Cel mai bun scenariu - Sidney Howard
- Cea mai bună cinematografie și culoare - Ernest Haller, Ray Rennahan
- Cea mai bună scenografie - Lyle R. Wheeler
- Cel mai bun montaj - Hal C. Kern, James E. Newcom
- Cea mai bună imagine

Nominalizări:
- Cel mai bun actor - Clark Gable
- Cea mai bună actriță în rol secundar - Olivia de Havilland
- Cea mai bună muzică - Max Steiner
- Cel mai bun sunet - Thomas T. Moulton
- Cele mai bune efecte speciale - Jack Cosgrove, Arthur Johns, Fred Albin

Premii onorifice Academy Award(Oscar):
- Cea mai bună realizare în departamentul tehnic - Don Musgrave
- Premiu onorific - William Cameron Menzies